# Tour de Flandes 2019
El Tour de Flandes 2019 fou l'edició número 103 del Tour de Flandes. Es disputà el 7 d'abril de 2019 sobre un recorregut de 270,1 km entre Anvers i Oudenaarde i formava part de l'UCI World Tour 2019.
La cursa fou guanyada per l'italià Alberto Bettiol (EF Education First Pro Cycling), que s'imposà en solitari en l'arribada a Oudenaarde. Kasper Asgreen (Deceuninck-Quick Step) i Alexander Kristoff (UAE Team Emirates) completaren el podi.

## Presentació

### Recorregut
El recorregut és gairebé idèntic al de l'edició del 2018.

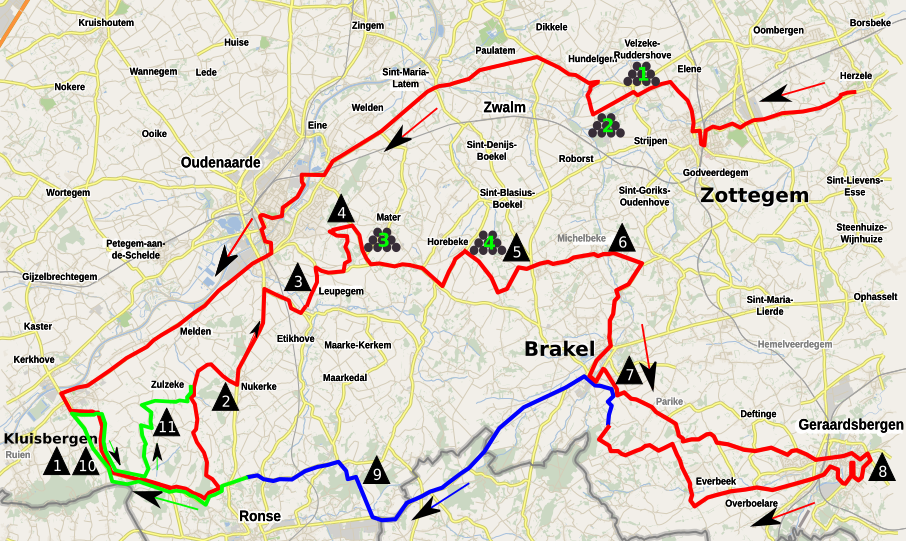
Primera volta al circuit                     Tram intermedi                     Transició cap a la segona volta del circuit
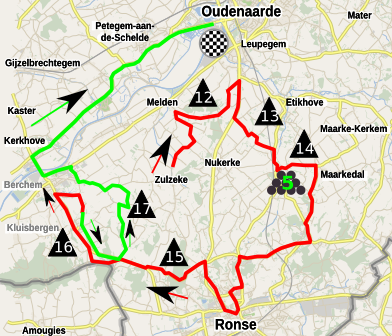
Segona volta al circuit                     Final

#### Murs
17 murs són programats en aquesta edició, la major part d'ells coberts amb llambordes
| Núm. | Nom             | Km    | Ferm       | Llargada (m) | Pendent mitjana | Pendent màxima | Km a meta |
| ---- | --------------- | ----- | ---------- | ------------ | --------------- | -------------- | --------- |
| 1    | Oude Kwaremont  | 119,1 | llambordes | 2.220        | 4 %             | 11,6 %         | 147,9     |
| 2    | Kortekeer       | 129,6 | asfalt     | 1.000        | 6,4 %           | 17 %           | 137,4     |
| 3    | Ladeuze         | 135,8 | llambordes | 1.100        | 5,8 %           | 12,2 %         | 131,2     |
| 4    | Wolvenberg      | 139,5 | asfalt     | 645          | 7,9 %           | 17,3 %         | 127,5     |
| 5    | Leberg          | 148,3 | asfalt     | 950          | 4,2 %           | 13,8 %         | 118,7     |
| 6    | Berendries      | 152,3 | asfalt     | 940          | 7 %             | 12,3 %         | 114,7     |
| 7    | Tenbosse        | 159,1 | asfalt     | 550          | 6,9 %           | 8,7 %          | 107,9     |
| 8    | Mur de Grammont | 169,5 | llambordes | 1.075        | 9,3 %           | 19,8%          | 97,5      |
| 9    | Kanarieberg     | 197,1 | asfalt     | 1.000        | 7,7 %           | 14 %           | 69,9      |
| 10   | Oude Kwaremont  | 212,2 | llambordes | 2.200        | 4 %             | 11,6 %         | 54,9      |
| 11   | Paterberg       | 215,5 | llambordes | 360          | 12,9 %          | 20,3 %         | 51,5      |
| 12   | Koppenberg      | 222,2 | llambordes | 600          | 11,6 %          | 22 %           | 44,8      |
| 13   | Steenbeekdries  | 227,6 | asfalt     | 700          | 5,3 %           | 6,7 %          | 39,4      |
| 14   | Taaienberg      | 230   | llambordes | 530          | 6,6 %           | 15,8 %         | 37,0      |
| 15   | Kruisberg       | 241,4 | asfalt     | 2.500        | 5 %             | 9 %            | 25,6      |
| 16   | Oude Kwaremont  | 250,3 | llambordes | 2.200        | 4 %             | 11,6 %         | 16,7      |
| 17   | Paterberg       | 253,7 | llambordes | 360          | 12,9 %          | 20,3 %         | 13,3      |

#### Sectors de llambordes
Els ciclistes hauran de superar 5 sectors de llambordes repartits entre 130 quilòmetres.
| Núm. | Nom              | Km    | Llargada | Km a meta |
| ---- | ---------------- | ----- | -------- | --------- |
| 1    | Lippenhovestraat | 86,9  | 1.300    | 180,1     |
| 2    | Paddestraat      | 88,4  | 1.500    | 178,6     |
| 3    | Holleweg         | 139,6 | 1.500    | 127,4     |
| 4    | Haaghoek         | 145,3 | 2.000    | 121,7     |
| 5    | Mariaborrestraat | 226,2 | 2 .000   | 40,8      |

### Equips
En ser el Tour de Flandes una prova de l'UCI World Tour, els 18 World Tour són automàticament convidats i obligats a prendre-hi part. A banda foren convidats a prendre-hi part set equips continentals professionals.
| WorldTeams (18)- AG2R La Mondiale - Astana - Bahrain-Merida - Bora-hansgrohe - CCC Team - Deceuninck-Quick Step - Dimension Data - EF Education First - Groupama-FDJ - Team Jumbo-Visma - Lotto Soudal - Mitchelton-Scott - Movistar Team - Katusha-Alpecin - Sky - Team Sunweb - Trek-Segafredo - UAE Team Emirates Equips continentals professionals (7)- Direct Énergie - Cofidis, Solutions Crédits - Corendon-Circus - Wanty-Groupe Gobert - Roompot-Charles - Vital Concept-B&B Hotels - Sport Vlaanderen-Baloise |
| |

## Classificació final
| \| Classificació general \| Classificació general \| Classificació general \| Classificació general \| Classificació general \| \| Corredor \| Corredor \| Equip \| Temps \| \| \| --------------------- \| --------------------------- \| ------------------------ \| --------------------- \| --------------------- \| \| 1r \| Alberto Bettiol \| EF Education First \| 6h 18' 49" \| \| \| 2n \| Kasper Asgreen \| Deceuninck-Quick Step \| + 14" \| \| \| 3r \| Alexander Kristoff \| UAE Team Emirates \| + 17" \| \| \| 4t \| Mathieu van der Poel \| Corendon-Circus \| + 17" \| \| \| 5è \| Nils Politt \| Katusha-Alpecin \| + 17" \| \| \| 6è \| Michael Matthews \| Team Sunweb \| + 17" \| \| \| 7è \| Oliver Naesen \| AG2R La Mondiale \| + 17" \| \| \| 8è \| Alejandro Valverde Belmonte \| Movistar Team \| + 17" \| \| \| 9è \| Tiesj Benoot \| Lotto-Soudal \| + 17" \| \| \| 10è \| Greg Van Avermaet \| CCC Team \| + 17" \| \| \| 11è \| Peter Sagan \| Bora-Hansgrohe \| + 17" \| \| \| 12è \| Jens Keukeleire \| Lotto-Soudal \| + 17" \| \| \| 13è \| Dries Van Gestel \| Sport Vlaanderen-Baloise \| + 17" \| \| \| 14è \| Wout van Aert \| Team Jumbo-Visma \| + 17" \| \| \| 15è \| Sebastian Langeveld \| EF Education First \| + 17" \| \| \| 16è \| Bob Jungels \| Deceuninck-Quick Step \| + 17" \| \| \| 17è \| Yves Lampaert \| Deceuninck-Quick Step \| + 17" \| \| \| 18è \| Dylan van Baarle \| Team Sky \| + 24" \| \| \| 19è \| Jasper Stuyven \| Trek-Segafredo \| + 1' 19" \| \| \| 20è \| Stijn Vandenbergh \| AG2R La Mondiale \| + 1' 58" \| \| |                             |                          |            |
| |                             |                          |            |
| Font: ProCyclingStats |                             |                          |            |
| Classificació general |                             |                          |            |
| Corredor | Corredor                    | Equip                    | Temps      |
| 1r | Alberto Bettiol             | EF Education First       | 6h 18' 49" |
| 2n | Kasper Asgreen              | Deceuninck-Quick Step    | + 14"      |
| 3r | Alexander Kristoff          | UAE Team Emirates        | + 17"      |
| 4t | Mathieu van der Poel        | Corendon-Circus          | + 17"      |
| 5è | Nils Politt                 | Katusha-Alpecin          | + 17"      |
| 6è | Michael Matthews            | Team Sunweb              | + 17"      |
| 7è | Oliver Naesen               | AG2R La Mondiale         | + 17"      |
| 8è | Alejandro Valverde Belmonte | Movistar Team            | + 17"      |
| 9è | Tiesj Benoot                | Lotto-Soudal             | + 17"      |
| 10è | Greg Van Avermaet           | CCC Team                 | + 17"      |
| 11è | Peter Sagan                 | Bora-Hansgrohe           | + 17"      |
| 12è | Jens Keukeleire             | Lotto-Soudal             | + 17"      |
| 13è | Dries Van Gestel            | Sport Vlaanderen-Baloise | + 17"      |
| 14è | Wout van Aert               | Team Jumbo-Visma         | + 17"      |
| 15è | Sebastian Langeveld         | EF Education First       | + 17"      |
| 16è | Bob Jungels                 | Deceuninck-Quick Step    | + 17"      |
| 17è | Yves Lampaert               | Deceuninck-Quick Step    | + 17"      |
| 18è | Dylan van Baarle            | Team Sky                 | + 24"      |
| 19è | Jasper Stuyven              | Trek-Segafredo           | + 1' 19"   |
| 20è | Stijn Vandenbergh           | AG2R La Mondiale         | + 1' 58"   |

## Llista de participants
| Direct Énergie TDE | Direct Énergie TDE     | Direct Énergie TDE |
| ------------------ | ---------------------- | ------------------ |
| Núm                | Ciclista               | Pos                |
| 1                  | Niki Terpstra (NED)    | DNF                |
| 2                  | Lilian Calmejane (FRA) | 40è                |
| 3                  | Anthony Turgis (FRA)   | 97è                |
| 4                  | Damien Gaudin (FRA)    | 23è                |
| 5                  | Pim Ligthart (NED)     | DNF                |
| 6                  | Alexandre Pichot (FRA) | 89è                |
| 7                  | Adrien Petit (FRA)     | 26è                |

| Movistar Team MOV | Movistar Team MOV                        | Movistar Team MOV |
| ----------------- | ---------------------------------------- | ----------------- |
| Núm               | Ciclista                                 | Pos               |
| 11                | Alejandro Valverde Belmonte (ESP) (ruta) | 8è                |
| 12                | Imanol Erviti Ollo (ESP)                 | 43è               |
| 13                | Lluís Mas Bonet (ESP)                    | 123è              |
| 14                | Nélson Oliveira (POR)                    | 45è               |
| 15                | Jürgen Roelandts (BEL)                   | 68è               |
| 16                | Jasha Sütterlin (GER)                    | 22è               |
| 17                | Jaime Castrillo (ESP)                    | 90è               |

| Deceuninck-Quick Step DQT | Deceuninck-Quick Step DQT  | Deceuninck-Quick Step DQT |
| ------------------------- | -------------------------- | ------------------------- |
| Núm                       | Ciclista                   | Pos                       |
| 21                        | Yves Lampaert (BEL) (ruta) | 17è                       |
| 22                        | Philippe Gilbert (BEL)     | DNF                       |
| 23                        | Bob Jungels (LUX) (ruta)   | 16è                       |
| 24                        | Iljo Keisse (BEL)          | 105è                      |
| 25                        | Tim Declercq (BEL)         | 113è                      |
| 26                        | Kasper Asgreen (DEN)       | 2n                        |
| 27                        | Zdeněk Štybar (CZE)        | 36è                       |

| Lotto-Soudal LTS | Lotto-Soudal LTS        | Lotto-Soudal LTS |
| ---------------- | ----------------------- | ---------------- |
| Núm              | Ciclista                | Pos              |
| 31               | Tiesj Benoot (BEL)      | 9è               |
| 32               | Frederik Frison (BEL)   | DNF              |
| 33               | Jens Keukeleire (BEL)   | 12è              |
| 34               | Nikolas Maes (BEL)      | DNF              |
| 35               | Lawrence Naesen (BEL)   | DNF              |
| 36               | Brian van Goethem (NED) | DNF              |
| 37               | Tim Wellens (BEL)       | 34è              |

| Bora-Hansgrohe BOH | Bora-Hansgrohe BOH             | Bora-Hansgrohe BOH |
| ------------------ | ------------------------------ | ------------------ |
| Núm                | Ciclista                       | Pos                |
| 41                 | Peter Sagan (SVK) (ruta)       | 11è                |
| 42                 | Marcus Burghardt (GER)         | 84è                |
| 43                 | Andreas Schillinger (GER)      | DNF                |
| 44                 | Juraj Sagan (SVK)              | 115è               |
| 45                 | Daniel Oss (ITA)               | 49è                |
| 46                 | Lukas Pöstlberger (AUT) (ruta) | 74è                |
| 47                 | Maciej Bodnar (POL)            | 124è               |

| AG2R La Mondiale ALM | AG2R La Mondiale ALM            | AG2R La Mondiale ALM |
| -------------------- | ------------------------------- | -------------------- |
| Núm                  | Ciclista                        | Pos                  |
| 51                   | Oliver Naesen (BEL)             | 7è                   |
| 52                   | Nico Denz (GER)                 | 122è                 |
| 53                   | Silvan Dillier (SUI)            | 54è                  |
| 54                   | Julien Duval (FRA)              | DNF                  |
| 55                   | Stijn Vandenbergh (BEL)         | 20è                  |
| 56                   | Gediminas Bagdonas (LTU) (ruta) | DNF                  |
| 57                   | Dorian Godon (FRA)              | 86è                  |

| CCC Team CPT | CCC Team CPT                   | CCC Team CPT |
| ------------ | ------------------------------ | ------------ |
| Núm          | Ciclista                       | Pos          |
| 61           | Greg Van Avermaet (BEL)        | 10è          |
| 62           | Michael Schär (SUI)            | 66è          |
| 63           | Gijs Van Hoecke (BEL)          | 119è         |
| 64           | Nathan Van Hooydonck (BEL)     | 61è          |
| 65           | Guillaume Van Keirsbulck (BEL) | 73è          |
| 66           | Kamil Gradek (POL)             | DNF          |
| 67           | Łukasz Wiśniowski (POL)        | 71è          |

| EF Education First EF1 | EF Education First EF1    | EF Education First EF1 |
| ---------------------- | ------------------------- | ---------------------- |
| Núm                    | Ciclista                  | Pos                    |
| 71                     | Sep Vanmarcke (BEL)       | 25è                    |
| 72                     | Matti Breschel (DEN)      | 80è                    |
| 73                     | Sebastian Langeveld (NED) | 15è                    |
| 74                     | Sacha Modolo (ITA)        | DNF                    |
| 75                     | Taylor Phinney (USA)      | DNF                    |
| 76                     | Thomas Scully (NZL)       | 50è                    |
| 77                     | Alberto Bettiol (ITA)     | 1r                     |

| Mitchelton-Scott MTS | Mitchelton-Scott MTS          | Mitchelton-Scott MTS |
| -------------------- | ----------------------------- | -------------------- |
| Núm                  | Ciclista                      | Pos                  |
| 81                   | Matteo Trentin (ITA) (ruta)   | 21è                  |
| 82                   | Edoardo Affini (ITA)          | DNF                  |
| 83                   | Robert Stannard (AUS)         | DNF                  |
| 84                   | Michael Hepburn (AUS)         | DNF                  |
| 85                   | Christopher Juul-Jensen (DEN) | 96è                  |
| 86                   | Luka Mezgec (SLO)             | 95è                  |
| 87                   | Jack Bauer (NZL)              | 75è                  |

| Astana AST | Astana AST                | Astana AST |
| ---------- | ------------------------- | ---------- |
| Núm        | Ciclista                  | Pos        |
| 91         | Davide Ballerini (ITA)    | DNF        |
| 92         | Jandos Bijiguitov (KAZ)   | DNF        |
| 93         | Laurens De Vreese (BEL)   | 72è        |
| 94         | Ievgueni Guiditx (KAZ)    | DNF        |
| 95         | Danil Fominikh (KAZ)      | 94è        |
| 96         | Hugo Houle (CAN)          | 85è        |
| 97         | Magnus Cort Nielsen (DEN) | 108è       |

| Bahrain-Merida TBM | Bahrain-Merida TBM        | Bahrain-Merida TBM |
| ------------------ | ------------------------- | ------------------ |
| Núm                | Ciclista                  | Pos                |
| 101                | Heinrich Haussler (AUS)   | 33è                |
| 102                | Iván García Cortina (ESP) | 24è                |
| 103                | Kristjan Koren (SLO)      | 47è                |
| 104                | Matej Mohorič (SLO)       | 41è                |
| 105                | Sonny Colbrelli (ITA)     | 30è                |
| 106                | Marcel Sieberg (GER)      | 63è                |
| 107                | Jan Tratnik (SLO)         | 87è                |

| Groupama-FDJ GFC | Groupama-FDJ GFC              | Groupama-FDJ GFC |
| ---------------- | ----------------------------- | ---------------- |
| Núm              | Ciclista                      | Pos              |
| 111              | Arnaud Démare (FRA)           | 28è              |
| 112              | Antoine Duchesne (CAN) (ruta) | 100è             |
| 113              | Jacopo Guarnieri (ITA)        | DNF              |
| 114              | Ignatas Konovalovas (LTU)     | DNF              |
| 115              | Stefan Küng (SUI)             | 44è              |
| 116              | Olivier Le Gac (FRA)          | 64è              |
| 117              | Ramon Sinkeldam (NED)         | 114è             |

| Dimension Data TDD | Dimension Data TDD                | Dimension Data TDD |
| ------------------ | --------------------------------- | ------------------ |
| Núm                | Ciclista                          | Pos                |
| 121                | Edvald Boasson Hagen (NOR)        | 32è                |
| 122                | Lars Ytting Bak (DEN)             | 125è               |
| 123                | Bernhard Eisel (AUT)              | 117è               |
| 124                | Michael Valgren Andersen (DEN)    | 102è               |
| 125                | Reinardt Janse van Rensburg (RSA) | 55è                |
| 126                | Jay Robert Thomson (RSA)          | DNF                |
| 127                | Julien Vermote (BEL)              | 52è                |

| Team Jumbo-Visma TJV | Team Jumbo-Visma TJV        | Team Jumbo-Visma TJV |
| -------------------- | --------------------------- | -------------------- |
| Núm                  | Ciclista                    | Pos                  |
| 131                  | Wout van Aert (BEL)         | 14è                  |
| 132                  | Amund Grøndahl Jansen (NOR) | 99è                  |
| 133                  | Mike Teunissen (NED)        | 31è                  |
| 134                  | Pascal Eenkhoorn (NED)      | 62è                  |
| 135                  | Taco van der Hoorn (NED)    | 59è                  |
| 136                  | Danny van Poppel (NED)      | DNF                  |
| 137                  | Maarten Wynants (BEL)       | 103è                 |

| Katusha-Alpecin TKA | Katusha-Alpecin TKA        | Katusha-Alpecin TKA |
| ------------------- | -------------------------- | ------------------- |
| Núm                 | Ciclista                   | Pos                 |
| 141                 | Jens Debusschere (BEL)     | 35è                 |
| 142                 | Jenthe Biermans (BEL)      | DNF                 |
| 143                 | Marco Haller (AUT)         | 53è                 |
| 144                 | Reto Hollenstein (SUI)     | 82è                 |
| 145                 | Viatxeslav Kuznetsov (RUS) | 79è                 |
| 146                 | Nils Politt (GER)          | 5è                  |
| 147                 | Rick Zabel (GER)           | DNF                 |

| Team Sky SKY | Team Sky SKY           | Team Sky SKY |
| ------------ | ---------------------- | ------------ |
| Núm          | Ciclista               | Pos          |
| 151          | Gianni Moscon (ITA)    | 42è          |
| 152          | Owain Doull (GBR)      | 83è          |
| 153          | Christian Knees (GER)  | 48è          |
| 154          | Filippo Ganna (ITA)    | 98è          |
| 155          | Luke Rowe (GBR)        | 27è          |
| 156          | Ian Stannard (GBR)     | 76è          |
| 157          | Dylan van Baarle (NED) | 18è          |

| Team Sunweb SUN | Team Sunweb SUN              | Team Sunweb SUN |
| --------------- | ---------------------------- | --------------- |
| Núm             | Ciclista                     | Pos             |
| 161             | Michael Matthews (AUS)       | 6è              |
| 162             | Roy Curvers (NED)            | 107è            |
| 163             | Nikias Arndt (GER)           | DNF             |
| 164             | Asbjørn Kragh Andersen (DEN) | DNF             |
| 165             | Søren Kragh Andersen (DEN)   | DNF             |
| 166             | Casper Pedersen (DEN)        | 112è            |
| 167             | Cees Bol (NED)               | DNF             |

| Trek-Segafredo TFS | Trek-Segafredo TFS   | Trek-Segafredo TFS |
| ------------------ | -------------------- | ------------------ |
| Núm                | Ciclista             | Pos                |
| 171                | Jasper Stuyven (BEL) | 19è                |
| 172                | John Degenkolb (GER) | 29è                |
| 173                | Alex Kirsch (LUX)    | 120è               |
| 174                | Kiel Reijnen (USA)   | DNF                |
| 175                | Mads Pedersen (DEN)  | DNF                |
| 176                | Koen de Kort (NED)   | 101è               |
| 177                | Edward Theuns (BEL)  | 57è                |

| UAE Team Emirates UAD | UAE Team Emirates UAD             | UAE Team Emirates UAD |
| --------------------- | --------------------------------- | --------------------- |
| Núm                   | Ciclista                          | Pos                   |
| 181                   | Alexander Kristoff (NOR)          | 3r                    |
| 182                   | Fernando Gaviria Rendón (COL)     | 78è                   |
| 183                   | Jasper Philipsen (BEL)            | DNF                   |
| 184                   | Vegard Stake Laengen (NOR) (ruta) | 121è                  |
| 185                   | Marco Marcato (ITA)               | 104è                  |
| 186                   | Sven Erik Bystrøm (NOR)           | 38è                   |
| 187                   | Oliviero Troia (ITA)              | DNF                   |

| Cofidis, Solutions Crédits COF | Cofidis, Solutions Crédits COF | Cofidis, Solutions Crédits COF |
| ------------------------------ | ------------------------------ | ------------------------------ |
| Núm                            | Ciclista                       | Pos                            |
| 191                            | Filippo Fortin (ITA)           | DNF                            |
| 192                            | Christophe Laporte (FRA)       | DNF                            |
| 193                            | Cyril Lemoine (FRA)            | 92è                            |
| 194                            | Damien Touzé (FRA)             | 106è                           |
| 195                            | Bert Van Lerberghe (BEL)       | 111è                           |
| 196                            | Kenneth Vanbilsen (BEL)        | DNF                            |
| 197                            | Zico Waeytens (BEL)            | DNF                            |

| Corendon-Circus COC | Corendon-Circus COC               | Corendon-Circus COC |
| ------------------- | --------------------------------- | ------------------- |
| Núm                 | Ciclista                          | Pos                 |
| 201                 | Mathieu van der Poel (NED) (ruta) | 4t                  |
| 202                 | Stijn Devolder (BEL)              | 51è                 |
| 203                 | Lasse Norman Hansen (DEN)         | DNF                 |
| 204                 | Roy Jans (BEL)                    | DNF                 |
| 205                 | Gianni Vermeersch (BEL)           | 69è                 |
| 206                 | Dries De Bondt (BEL)              | DNF                 |
| 207                 | Otto Vergaerde (BEL)              | 91è                 |

| Roompot-Charles ROC | Roompot-Charles ROC       | Roompot-Charles ROC |
| ------------------- | ------------------------- | ------------------- |
| Núm                 | Ciclista                  | Pos                 |
| 211                 | Lars Boom (NED)           | DNF                 |
| 212                 | Jesper Asselman (NED)     | DNF                 |
| 213                 | Stijn Steels (BEL)        | 110è                |
| 214                 | Sjoerd van Ginneken (NED) | DNF                 |
| 215                 | Boy van Poppel (NED)      | 56è                 |
| 216                 | Senne Leysen (BEL)        | 93è                 |
| 217                 | Pieter Weening (NED)      | 46è                 |

| Sport Vlaanderen-Baloise SVB | Sport Vlaanderen-Baloise SVB | Sport Vlaanderen-Baloise SVB |
| ---------------------------- | ---------------------------- | ---------------------------- |
| Núm                          | Ciclista                     | Pos                          |
| 221                          | Piet Allegaert (BEL)         | 60è                          |
| 222                          | Thomas Sprengers (BEL)       | 67è                          |
| 223                          | Benjamin Declercq (BEL)      | 109è                         |
| 224                          | Dries Van Gestel (BEL)       | 13è                          |
| 225                          | Edward Planckaert (BEL)      | 118è                         |
| 226                          | Kenneth Van Rooy (BEL)       | DNF                          |
| 227                          | Jordi Warlop (BEL)           | 116è                         |

| Vital Concept-B&B Hotels VCB | Vital Concept-B&B Hotels VCB | Vital Concept-B&B Hotels VCB |
| ---------------------------- | ---------------------------- | ---------------------------- |
| Núm                          | Ciclista                     | Pos                          |
| 231                          | Kris Boeckmans (BEL)         | DNF                          |
| 232                          | Bert De Backer (BEL)         | 70è                          |
| 233                          | Adrien Garel (FRA)           | DNF                          |
| 234                          | Julien Morice (FRA)          | DNF                          |
| 235                          | Jérémy Lecroq (FRA)          | DNF                          |
| 236                          | Jimmy Turgis (FRA)           | 81è                          |
| 237                          | Jonas Van Genechten (BEL)    | 88è                          |

| Wanty-Gobert WGG | Wanty-Gobert WGG        | Wanty-Gobert WGG |
| ---------------- | ----------------------- | ---------------- |
| Núm              | Ciclista                | Pos              |
| 241              | Frederik Backaert (BEL) | 65è              |
| 242              | Aimé De Gendt (BEL)     | 37è              |
| 243              | Tom Devriendt (BEL)     | DNF              |
| 244              | Andrea Pasqualon (ITA)  | 58è              |
| 245              | Xandro Meurisse (BEL)   | 77è              |
| 246              | Ludwig De Winter (BEL)  | DNF              |
| 247              | Loïc Vliegen (BEL)      | 39è              |

| Direct Énergie TDE | Direct Énergie TDE     | Direct Énergie TDE |
| ------------------ | ---------------------- | ------------------ |
| Núm                | Ciclista               | Pos                |
| 1                  | Niki Terpstra (NED)    | DNF                |
| 2                  | Lilian Calmejane (FRA) | 40è                |
| 3                  | Anthony Turgis (FRA)   | 97è                |
| 4                  | Damien Gaudin (FRA)    | 23è                |
| 5                  | Pim Ligthart (NED)     | DNF                |
| 6                  | Alexandre Pichot (FRA) | 89è                |
| 7                  | Adrien Petit (FRA)     | 26è                |

| Movistar Team MOV | Movistar Team MOV                        | Movistar Team MOV |
| ----------------- | ---------------------------------------- | ----------------- |
| Núm               | Ciclista                                 | Pos               |
| 11                | Alejandro Valverde Belmonte (ESP) (ruta) | 8è                |
| 12                | Imanol Erviti Ollo (ESP)                 | 43è               |
| 13                | Lluís Mas Bonet (ESP)                    | 123è              |
| 14                | Nélson Oliveira (POR)                    | 45è               |
| 15                | Jürgen Roelandts (BEL)                   | 68è               |
| 16                | Jasha Sütterlin (GER)                    | 22è               |
| 17                | Jaime Castrillo (ESP)                    | 90è               |

| Deceuninck-Quick Step DQT | Deceuninck-Quick Step DQT  | Deceuninck-Quick Step DQT |
| ------------------------- | -------------------------- | ------------------------- |
| Núm                       | Ciclista                   | Pos                       |
| 21                        | Yves Lampaert (BEL) (ruta) | 17è                       |
| 22                        | Philippe Gilbert (BEL)     | DNF                       |
| 23                        | Bob Jungels (LUX) (ruta)   | 16è                       |
| 24                        | Iljo Keisse (BEL)          | 105è                      |
| 25                        | Tim Declercq (BEL)         | 113è                      |
| 26                        | Kasper Asgreen (DEN)       | 2n                        |
| 27                        | Zdeněk Štybar (CZE)        | 36è                       |

| Lotto-Soudal LTS | Lotto-Soudal LTS        | Lotto-Soudal LTS |
| ---------------- | ----------------------- | ---------------- |
| Núm              | Ciclista                | Pos              |
| 31               | Tiesj Benoot (BEL)      | 9è               |
| 32               | Frederik Frison (BEL)   | DNF              |
| 33               | Jens Keukeleire (BEL)   | 12è              |
| 34               | Nikolas Maes (BEL)      | DNF              |
| 35               | Lawrence Naesen (BEL)   | DNF              |
| 36               | Brian van Goethem (NED) | DNF              |
| 37               | Tim Wellens (BEL)       | 34è              |

| Bora-Hansgrohe BOH | Bora-Hansgrohe BOH             | Bora-Hansgrohe BOH |
| ------------------ | ------------------------------ | ------------------ |
| Núm                | Ciclista                       | Pos                |
| 41                 | Peter Sagan (SVK) (ruta)       | 11è                |
| 42                 | Marcus Burghardt (GER)         | 84è                |
| 43                 | Andreas Schillinger (GER)      | DNF                |
| 44                 | Juraj Sagan (SVK)              | 115è               |
| 45                 | Daniel Oss (ITA)               | 49è                |
| 46                 | Lukas Pöstlberger (AUT) (ruta) | 74è                |
| 47                 | Maciej Bodnar (POL)            | 124è               |

| AG2R La Mondiale ALM | AG2R La Mondiale ALM            | AG2R La Mondiale ALM |
| -------------------- | ------------------------------- | -------------------- |
| Núm                  | Ciclista                        | Pos                  |
| 51                   | Oliver Naesen (BEL)             | 7è                   |
| 52                   | Nico Denz (GER)                 | 122è                 |
| 53                   | Silvan Dillier (SUI)            | 54è                  |
| 54                   | Julien Duval (FRA)              | DNF                  |
| 55                   | Stijn Vandenbergh (BEL)         | 20è                  |
| 56                   | Gediminas Bagdonas (LTU) (ruta) | DNF                  |
| 57                   | Dorian Godon (FRA)              | 86è                  |

| CCC Team CPT | CCC Team CPT                   | CCC Team CPT |
| ------------ | ------------------------------ | ------------ |
| Núm          | Ciclista                       | Pos          |
| 61           | Greg Van Avermaet (BEL)        | 10è          |
| 62           | Michael Schär (SUI)            | 66è          |
| 63           | Gijs Van Hoecke (BEL)          | 119è         |
| 64           | Nathan Van Hooydonck (BEL)     | 61è          |
| 65           | Guillaume Van Keirsbulck (BEL) | 73è          |
| 66           | Kamil Gradek (POL)             | DNF          |
| 67           | Łukasz Wiśniowski (POL)        | 71è          |

| EF Education First EF1 | EF Education First EF1    | EF Education First EF1 |
| ---------------------- | ------------------------- | ---------------------- |
| Núm                    | Ciclista                  | Pos                    |
| 71                     | Sep Vanmarcke (BEL)       | 25è                    |
| 72                     | Matti Breschel (DEN)      | 80è                    |
| 73                     | Sebastian Langeveld (NED) | 15è                    |
| 74                     | Sacha Modolo (ITA)        | DNF                    |
| 75                     | Taylor Phinney (USA)      | DNF                    |
| 76                     | Thomas Scully (NZL)       | 50è                    |
| 77                     | Alberto Bettiol (ITA)     | 1r                     |

| Mitchelton-Scott MTS | Mitchelton-Scott MTS          | Mitchelton-Scott MTS |
| -------------------- | ----------------------------- | -------------------- |
| Núm                  | Ciclista                      | Pos                  |
| 81                   | Matteo Trentin (ITA) (ruta)   | 21è                  |
| 82                   | Edoardo Affini (ITA)          | DNF                  |
| 83                   | Robert Stannard (AUS)         | DNF                  |
| 84                   | Michael Hepburn (AUS)         | DNF                  |
| 85                   | Christopher Juul-Jensen (DEN) | 96è                  |
| 86                   | Luka Mezgec (SLO)             | 95è                  |
| 87                   | Jack Bauer (NZL)              | 75è                  |

| Astana AST | Astana AST                | Astana AST |
| ---------- | ------------------------- | ---------- |
| Núm        | Ciclista                  | Pos        |
| 91         | Davide Ballerini (ITA)    | DNF        |
| 92         | Jandos Bijiguitov (KAZ)   | DNF        |
| 93         | Laurens De Vreese (BEL)   | 72è        |
| 94         | Ievgueni Guiditx (KAZ)    | DNF        |
| 95         | Danil Fominikh (KAZ)      | 94è        |
| 96         | Hugo Houle (CAN)          | 85è        |
| 97         | Magnus Cort Nielsen (DEN) | 108è       |

| Bahrain-Merida TBM | Bahrain-Merida TBM        | Bahrain-Merida TBM |
| ------------------ | ------------------------- | ------------------ |
| Núm                | Ciclista                  | Pos                |
| 101                | Heinrich Haussler (AUS)   | 33è                |
| 102                | Iván García Cortina (ESP) | 24è                |
| 103                | Kristjan Koren (SLO)      | 47è                |
| 104                | Matej Mohorič (SLO)       | 41è                |
| 105                | Sonny Colbrelli (ITA)     | 30è                |
| 106                | Marcel Sieberg (GER)      | 63è                |
| 107                | Jan Tratnik (SLO)         | 87è                |

| Groupama-FDJ GFC | Groupama-FDJ GFC              | Groupama-FDJ GFC |
| ---------------- | ----------------------------- | ---------------- |
| Núm              | Ciclista                      | Pos              |
| 111              | Arnaud Démare (FRA)           | 28è              |
| 112              | Antoine Duchesne (CAN) (ruta) | 100è             |
| 113              | Jacopo Guarnieri (ITA)        | DNF              |
| 114              | Ignatas Konovalovas (LTU)     | DNF              |
| 115              | Stefan Küng (SUI)             | 44è              |
| 116              | Olivier Le Gac (FRA)          | 64è              |
| 117              | Ramon Sinkeldam (NED)         | 114è             |

| Dimension Data TDD | Dimension Data TDD                | Dimension Data TDD |
| ------------------ | --------------------------------- | ------------------ |
| Núm                | Ciclista                          | Pos                |
| 121                | Edvald Boasson Hagen (NOR)        | 32è                |
| 122                | Lars Ytting Bak (DEN)             | 125è               |
| 123                | Bernhard Eisel (AUT)              | 117è               |
| 124                | Michael Valgren Andersen (DEN)    | 102è               |
| 125                | Reinardt Janse van Rensburg (RSA) | 55è                |
| 126                | Jay Robert Thomson (RSA)          | DNF                |
| 127                | Julien Vermote (BEL)              | 52è                |

| Team Jumbo-Visma TJV | Team Jumbo-Visma TJV        | Team Jumbo-Visma TJV |
| -------------------- | --------------------------- | -------------------- |
| Núm                  | Ciclista                    | Pos                  |
| 131                  | Wout van Aert (BEL)         | 14è                  |
| 132                  | Amund Grøndahl Jansen (NOR) | 99è                  |
| 133                  | Mike Teunissen (NED)        | 31è                  |
| 134                  | Pascal Eenkhoorn (NED)      | 62è                  |
| 135                  | Taco van der Hoorn (NED)    | 59è                  |
| 136                  | Danny van Poppel (NED)      | DNF                  |
| 137                  | Maarten Wynants (BEL)       | 103è                 |

| Katusha-Alpecin TKA | Katusha-Alpecin TKA        | Katusha-Alpecin TKA |
| ------------------- | -------------------------- | ------------------- |
| Núm                 | Ciclista                   | Pos                 |
| 141                 | Jens Debusschere (BEL)     | 35è                 |
| 142                 | Jenthe Biermans (BEL)      | DNF                 |
| 143                 | Marco Haller (AUT)         | 53è                 |
| 144                 | Reto Hollenstein (SUI)     | 82è                 |
| 145                 | Viatxeslav Kuznetsov (RUS) | 79è                 |
| 146                 | Nils Politt (GER)          | 5è                  |
| 147                 | Rick Zabel (GER)           | DNF                 |

| Team Sky SKY | Team Sky SKY           | Team Sky SKY |
| ------------ | ---------------------- | ------------ |
| Núm          | Ciclista               | Pos          |
| 151          | Gianni Moscon (ITA)    | 42è          |
| 152          | Owain Doull (GBR)      | 83è          |
| 153          | Christian Knees (GER)  | 48è          |
| 154          | Filippo Ganna (ITA)    | 98è          |
| 155          | Luke Rowe (GBR)        | 27è          |
| 156          | Ian Stannard (GBR)     | 76è          |
| 157          | Dylan van Baarle (NED) | 18è          |

| Team Sunweb SUN | Team Sunweb SUN              | Team Sunweb SUN |
| --------------- | ---------------------------- | --------------- |
| Núm             | Ciclista                     | Pos             |
| 161             | Michael Matthews (AUS)       | 6è              |
| 162             | Roy Curvers (NED)            | 107è            |
| 163             | Nikias Arndt (GER)           | DNF             |
| 164             | Asbjørn Kragh Andersen (DEN) | DNF             |
| 165             | Søren Kragh Andersen (DEN)   | DNF             |
| 166             | Casper Pedersen (DEN)        | 112è            |
| 167             | Cees Bol (NED)               | DNF             |

| Trek-Segafredo TFS | Trek-Segafredo TFS   | Trek-Segafredo TFS |
| ------------------ | -------------------- | ------------------ |
| Núm                | Ciclista             | Pos                |
| 171                | Jasper Stuyven (BEL) | 19è                |
| 172                | John Degenkolb (GER) | 29è                |
| 173                | Alex Kirsch (LUX)    | 120è               |
| 174                | Kiel Reijnen (USA)   | DNF                |
| 175                | Mads Pedersen (DEN)  | DNF                |
| 176                | Koen de Kort (NED)   | 101è               |
| 177                | Edward Theuns (BEL)  | 57è                |

| UAE Team Emirates UAD | UAE Team Emirates UAD             | UAE Team Emirates UAD |
| --------------------- | --------------------------------- | --------------------- |
| Núm                   | Ciclista                          | Pos                   |
| 181                   | Alexander Kristoff (NOR)          | 3r                    |
| 182                   | Fernando Gaviria Rendón (COL)     | 78è                   |
| 183                   | Jasper Philipsen (BEL)            | DNF                   |
| 184                   | Vegard Stake Laengen (NOR) (ruta) | 121è                  |
| 185                   | Marco Marcato (ITA)               | 104è                  |
| 186                   | Sven Erik Bystrøm (NOR)           | 38è                   |
| 187                   | Oliviero Troia (ITA)              | DNF                   |

| Cofidis, Solutions Crédits COF | Cofidis, Solutions Crédits COF | Cofidis, Solutions Crédits COF |
| ------------------------------ | ------------------------------ | ------------------------------ |
| Núm                            | Ciclista                       | Pos                            |
| 191                            | Filippo Fortin (ITA)           | DNF                            |
| 192                            | Christophe Laporte (FRA)       | DNF                            |
| 193                            | Cyril Lemoine (FRA)            | 92è                            |
| 194                            | Damien Touzé (FRA)             | 106è                           |
| 195                            | Bert Van Lerberghe (BEL)       | 111è                           |
| 196                            | Kenneth Vanbilsen (BEL)        | DNF                            |
| 197                            | Zico Waeytens (BEL)            | DNF                            |

| Corendon-Circus COC | Corendon-Circus COC               | Corendon-Circus COC |
| ------------------- | --------------------------------- | ------------------- |
| Núm                 | Ciclista                          | Pos                 |
| 201                 | Mathieu van der Poel (NED) (ruta) | 4t                  |
| 202                 | Stijn Devolder (BEL)              | 51è                 |
| 203                 | Lasse Norman Hansen (DEN)         | DNF                 |
| 204                 | Roy Jans (BEL)                    | DNF                 |
| 205                 | Gianni Vermeersch (BEL)           | 69è                 |
| 206                 | Dries De Bondt (BEL)              | DNF                 |
| 207                 | Otto Vergaerde (BEL)              | 91è                 |

| Roompot-Charles ROC | Roompot-Charles ROC       | Roompot-Charles ROC |
| ------------------- | ------------------------- | ------------------- |
| Núm                 | Ciclista                  | Pos                 |
| 211                 | Lars Boom (NED)           | DNF                 |
| 212                 | Jesper Asselman (NED)     | DNF                 |
| 213                 | Stijn Steels (BEL)        | 110è                |
| 214                 | Sjoerd van Ginneken (NED) | DNF                 |
| 215                 | Boy van Poppel (NED)      | 56è                 |
| 216                 | Senne Leysen (BEL)        | 93è                 |
| 217                 | Pieter Weening (NED)      | 46è                 |

| Sport Vlaanderen-Baloise SVB | Sport Vlaanderen-Baloise SVB | Sport Vlaanderen-Baloise SVB |
| ---------------------------- | ---------------------------- | ---------------------------- |
| Núm                          | Ciclista                     | Pos                          |
| 221                          | Piet Allegaert (BEL)         | 60è                          |
| 222                          | Thomas Sprengers (BEL)       | 67è                          |
| 223                          | Benjamin Declercq (BEL)      | 109è                         |
| 224                          | Dries Van Gestel (BEL)       | 13è                          |
| 225                          | Edward Planckaert (BEL)      | 118è                         |
| 226                          | Kenneth Van Rooy (BEL)       | DNF                          |
| 227                          | Jordi Warlop (BEL)           | 116è                         |

| Vital Concept-B&B Hotels VCB | Vital Concept-B&B Hotels VCB | Vital Concept-B&B Hotels VCB |
| ---------------------------- | ---------------------------- | ---------------------------- |
| Núm                          | Ciclista                     | Pos                          |
| 231                          | Kris Boeckmans (BEL)         | DNF                          |
| 232                          | Bert De Backer (BEL)         | 70è                          |
| 233                          | Adrien Garel (FRA)           | DNF                          |
| 234                          | Julien Morice (FRA)          | DNF                          |
| 235                          | Jérémy Lecroq (FRA)          | DNF                          |
| 236                          | Jimmy Turgis (FRA)           | 81è                          |
| 237                          | Jonas Van Genechten (BEL)    | 88è                          |

| Wanty-Gobert WGG | Wanty-Gobert WGG        | Wanty-Gobert WGG |
| ---------------- | ----------------------- | ---------------- |
| Núm              | Ciclista                | Pos              |
| 241              | Frederik Backaert (BEL) | 65è              |
| 242              | Aimé De Gendt (BEL)     | 37è              |
| 243              | Tom Devriendt (BEL)     | DNF              |
| 244              | Andrea Pasqualon (ITA)  | 58è              |
| 245              | Xandro Meurisse (BEL)   | 77è              |
| 246              | Ludwig De Winter (BEL)  | DNF              |
| 247              | Loïc Vliegen (BEL)      | 39è              |